# John Henry Davies
John Henry Davies (Tutbury, c. 1864 – Llandudno, 1927. október 24.) egy brit sörfőzde tulajdonos volt, aki 1902-ben megvásárolta az akkor Newton Heath LYR néven ismert Manchester Unitedet. A klubnak ekkor 2670 fontos adóssága volt.

## Élete

### Fiatalkora, sörfőzdék
Davies Tutburyben, Staffordshire-ben született, David Davies walesi mérnök (Mold, Flintshire) és Susannah Nield Davies (Bunbury, Cheshire) kilencből ötödik gyermekeként. Chorlton-on-Medlockban nőtt fel.
Családja nem volt gazdag és eleinte ingatlanügynökként dolgozott. Az 1890-es évek végén kezdett el sörfőzéssel foglalkozni, a John Henry Lees Sörfőzde igazgatójaként, Moss Side-ban. A következő évszázad kezdetére már Walker and Homfray Brewery elnöke volt és 1904-ben a Manchester Brewery Company igazgatója lett. A Walker and Homfray sok sörfőzdét felvásárolt 1912-ben, többek között a Manchester Breweryt. Davies ezt követően átvette az irányítást a stockporti Daniel Clifton & Company felett, amely közel 50 kocsma tulajdonosa volt. 1920-ban megalapította a Moss Side Brewery Companyt és a Palatine Bottling Companyt.
Mielőtt elkezdett volna labdarúgással foglalkozni, saját munkájából meggazdagodott és elvette Sir Henry Tate cukorkereskedő unokahúgát, Amyt. Davis és felesége sokat adományozott, kiemelkedő támogatói voltak a manchesteri sport fejlődésének.

### A Newton Heath elnökeként
Davies 1902-ben vette át a csapatot. 1901 februárjában a csapat adománygyűjtést tartott, mikor Harry Stafford csapatkapitány kutyája, Major elszökött gazdájától a St James Hall környékén. A kutyát Davies találta meg és visszavitte Staffordnak. Davies megkérdezte, hogy megveheti-e a kutyát, de végül adományozott a csapatnak. Stafford ezt úgy köszönte meg, hogy a sörfőzdésnek adta a kutyát. 1902 márciusában egy New Islington Hallban tartott megbeszélésen Stafford bejelentette a Newton Heath rajongóinak, hogy ő, Davies és három helyi üzletember 200 fontot fektetett a csapatba, hogy megmentsék.
Davies irányítása alatt a csapat nevét Manchester United FC-re változtatták és felvették a napjainkban is használt vörös, fehér és fekete színeiket. A Bank Streeten található stadiont fejlesztették, hogy több rajongó férhessen el és kinevezték Ernest Mangnallt titkárnak. Olyan játékosokat hoztak a csapathoz, mint Alex Bell, Harry Moger, Charlie Roberts, George Wall és Charlie Sagar. A United 1906-ra már az első osztályban játszott. 1908-ban megnyerték a bajnokságot és 1909-ben az FA-Kupát, mielőtt Davies felépíttette volna az Old Traffordot és a csapat oda nem költözött 1910-ben. Egy évvel később ismét bajnokok lettek, de a csapat első sikeres időszaka véget ért az első világháború, Mangnall elvesztése, aki a Manchester Cityhez szerződött és az idősödő játékoskeret miatt.

### Halála
Davies Llandudnóban, Caernarfonshire-ben halt meg 63 évesen, miután három évig betegeskedett.